# Канада (Нова Франція)
Канада (фр. Canada) — французька колонія у Північній Америці у складі Нової Франції. У зв'язку з тим, що вона була найрозвиненішою з північноамериканських колоній Франції, терміни «Нова Франція» і «Канада» часто використовувалися як взаємозамінні.

## Географія і політичний устрій
До колонії Канада входили землі, що примикають до річки Святого Лаврентія. В адміністративному плані колонія Канада ділилася на три райони: Квебек, Труа-Рів'єр і Монреаль. У кожному з районів був свій уряд; губернатор району Квебек одночасно був генерал-губернатором Нової Франції.
Залежними від Канади територіями були т. зв. «Верхні землі» (фр. Pays d'en Haut) — території, що тягнулися на північ і захід від Монреаля. У це поняття включали всі місця, куди добиралися французькі першопрохідці, хоча французькі поселення існували лише в районі на південь від Великих озер. Частиною Верхніх земель була Іллінойська земля, яку в 1717 році було включено до складу колонії Луїзіана.